# Bultaco
Bultaco is een historisch Spaans merk van motorfietsen.
Volledige bedrijfsnaam: Compania Espanola de Motores, S.A. Semoto, later Bultaco Compania Espanola de Motores S.A, Barcelona. De merknaam was aanvankelijk Bultaco-Cemoto.

## Voorgeschiedenis
Spaanse fabriek, opgericht in 1958 door Francisco Xavier ("Paco") Bultó, toen Montesa, dat hij mede had opgericht, besloot zich terug te trekken uit alle vormen van motorsport. Bultó had niet alleen aandelen in Montesa, maar bezat ook enkele textielfabrieken en een bedrijf dat zuigers en onderdelen voor verbrandingsmotoren maakte. Hij kon dus vrij eenvoudig voor zichzelf beginnen, zeker toen een aantal ingenieurs, technici, coureurs en monteurs van Montesa hem gingen helpen.
In 1959 verscheen de eerste 125 cc Bultaco, de Tralla 101. Met deze machine werd al in het eerste jaar een groot sportief succes geboekt: Zeven Tralla's bij de eerste tien in een nationale Spaanse race. Al in 1960 vestigde het Bultaco-raceteam met tot 175 cc opgeboorde Tralla's nieuwe 12- en 24-uurs wereldrecords. Er volgde ook al snel een 155 cc-versie die de eerste Bultaco Sherpa N terreinmotor zou aandrijven.

## Racemotoren (TSS en 50 cc)
In 1961 werd de Bultaco 125 TSS (Tralla Super Sport) productieracer gelanceerd, die wereldwijd grote successen zou vieren. In 1962 volgden 175- en 200 cc baanmodellen. De TSS evolueerde via 200- naar 250 cc en werd vanaf 1963 als productieracer aangeboden. Zowel de 125- als de 250 cc TSS-en werden vanaf 1964 van waterkoeling voorzien. Veel beroemde coureurs gebruikten intussen Bultaco's, zoals Barry Sheene, Jack Findlay, Tommy Robb en Ginger Molloy, die er de Grand Prix van Ulster in 1966 mee won. Maar het verongelukken van Ramon Torras in 1965 deed Paco Bultó besluiten alle race-activiteiten te staken. De TSS productieracers werden echter nog tot 1968 geleverd. In dat laatste jaar verscheen er zelfs nog een 350 cc-versie. De Bultaco's konden het toen echter al lang niet meer bolwerken tegen de snelle Japanse racers, met name van Yamaha. In 1976 kwam Bultaco terug op de circuits met 50 cc-racers die waren ontwikkeld door Jan Thiel en Martin Mijwaart, die de snelle en succesvolle Jamathi-racers hadden geconstrueerd. De nieuwe Bultaco's leken dan ook sprekend op de Jamathi's. Ángel Nieto werd er in 1976 en 1977 wereldkampioen mee, en Ricardo Tormo deed dat in 1978 en 1981. In dat laatste jaar bestond Bultaco als motorfabrikant echter al niet meer. In 1978 waren de subsidies van de Spaanse motorsportbond al geschrapt en in 1979 was de Bultaco-fabriek al gesloten.

### Terreinmotoren (Sherpa N, Sherpa S, Pursang, Matador, Frontera, Lobito, El Bandido, El Montadero)
Zoals gezegd verscheen in 1960 al de Sherpa N waarin het 125 c Tralla-blok was gemonteerd, maar er kwam ook een 175 cc-enduroversie. De Sherpa S 175 was een volwaardige crossmotor, die ook vrijwel meteen succesvol was. De Sherpa N zou meer in de richting van de trialsport groeien en was hierin in de jaren zeventig bijna niet te kloppen. Er kwamen 250- en 350 cc-versies van. De Sherpa S werd in de loop van de jaren zestig de Bultaco Pursang, leverbaar in 125-, 250- en 350 cc uitvoering. In de motorcross was Bultaco echter veel minder succesvol dan in de trial. In de Endurosport waren de Bultaco Matador en de Frontera Six Days sterke troeven in de International Six Days Enduro. In de Verenigde Staten waren de 75- tot 175 cc Lobito's en de zwaardere El Bandido en El Montadero populaire en zeer sterke terreinmotoren.

## Offroadmotoren (Campera en Alpina)
Al in 1961 construeerde Bultaco zijn eerste offroadmotor, de 125-, 155- en 175 cc Campera, in de latere jaren gevolgd door verschillende modellen van 75- tot 370 cc die o.a. als "Alpina" verkocht werden.

## Straatmotoren (Tralla, Metralla, Mercurio en Streaker)
De Tralla-modellen werden in 1966 opgevolgd door de Metralla Mk2. Een zeer snelle en sterke motorfiets die aanvankelijk 28 pk leverde, maar in de "Kit America"-versie zelfs 36 pk! De Metralla werd in de loop van de jaren uiteraard verbeterd, maar in 1975 verschenen ook de 175 cc Mercurio en de 125 cc Streaker in de etalages.

## Het einde
In 1973 nam Paco's neef Oriol de leiding van het bedrijf over. De Spaanse industrie beleefde echter zware tijden. Generaal Franco had namelijk zware invoerbeperkingen ingevoerd, maar na zijn dood in 1975 voer Koning Juan Carlos een meer internationale koers waardoor er sterke concurrentie, o.a. uit Japan, op de Spaanse markt kwam.
De 50 cc race-successen aan het eind van de jaren zeventig zorgden nog voor een enigszins positieve uitstraling, maar in de laatste jaren waren dit eigenlijk al andere motorfietsen met slechts een Bultaco-logo op de tank. Na het sluiten van de fabriek in 1979 werden tot 1982 onder staatstoezicht nog mondjesmaat motorfietsen geproduceerd.

## Sherco
In 1997 werd het merk door de Fransman Marc Teissier opnieuw op de markt gebracht, waarna eind 1998 de eerste nieuwe modellen verschenen. Dit gebeurde echter onder de merknaam Sherco. Zie ook Merlin.